# 足茎毛兰
足茎毛兰（学名：Eria coronaria）为兰科毛兰属下的一个种。主要分佈於中華人民共和國广西壯族自治區、海南省、西藏自治區、云南省、喜马拉雅山、泰国、越南等地。

## 扩展阅读
- 維基物種上的相關：足茎毛兰